# Senkurszk
Senkurszk (oroszul: Шенкурск) város Oroszország Arhangelszki területén, a Senkurszki járás székhelye.   
Lakossága: 5702 fő (a 2010. évi népszámláláskor).

## Fekvése
Az Arhangelszki terület központi részén, Arhangelszktől 373 km-re délkeletre, a Vaga (az Északi-Dvina mellékfolyója) alsó folyásának magas jobb partján terül el. Az egyetlen fontos közút azonban a túlsó parton van: a folyótól 5 km-re halad a Vologda–Velszk–Bereznyik–Arhangelszk (M-8 jelű „Holmogori”) autóút. Állandó híd nincs, csak ponton hídon, illetve komppal lehet átkelni, télen pedig a befagyott folyó jegén. A legközelebbi vasútállomás a 148 km-re délre fekvő Velszk, a Konosa–Kotlasz vasúti fővonalon. 

## Története
Írott forrás először az 1229. évvel kapcsolatban említi. 1565-ben IV. Iván orosz cár az akkor Vaga nevű települést is az ún. „opricsnyiná”-ba vette (lényegében közvetlen rendelkezése alá vonta). Egy 1629-ben készült cári iratban már Senkurszk néven szerepel. 1710-ben az Arhangelszki kormányzóság egyik közigazgatási egységének székhelye, 1780-ban város lett. 